# Alcímaco de Apolonia
Alcímaco de Apolonia  (en griego: Ἀλκίμαχος) fue un noble griego macedonio con el cargo de funcionario. Fue un diplomático y administrador durante el último reinado del rey Filipo II de Macedonia, que reinó del 359 al 336 a. C. y durante los primeros años de su hijo como rey,  Alejandro Magno, que reinó del 336 al 323 a. C.
Alcímaco fue el primogénito de entre los cuatro hijos de Agatocles y su esposa, quizás llamada Arsinoe. Su abuelo paterno pudo haber sido Alcímaco, y uno de sus hermanos fue Lisímaco, uno de los Diádocos de Alejandro Magno.
Su padre era un noble de alto rango que era amigo íntimo de Filipo II, quien participó en los consejos de Filipo y se convirtió en favorito en la corte argéada. Alcímaco y sus hermanos crecieron con el estatus de macedonios; él y sus hermanos disfrutaron de posiciones destacadas en el círculo de Alejandro y fueron educados en la corte de Pela.
Dos años después de la Batalla de Queronea en el 338 a. C., Filipo II envió a Alcímaco y Antípatro a Atenas, donde fueron nombrados Próxenos de Atenas, donde fueron honrados en un decreto. En algún momento del reinado de Filipo II, a Alcímaco se le pudo haber otorgado una propiedad en Apolonia, Tesalónica; y Filipo II pudo haberle otorgado honores. Dos años más tarde, Alcímaco estaba a cargo de un ejército, puesto por Alejandro para 'liberar' las ciudades de Jonia y Eólida. Cuando Alcímaco fue enviado por Alejandro para establecer democracias en las ciudades jónicas y eólicas, Alejandro pudo haber expresado cierto descontento con el comportamiento de Alcímaco en el manejo de los asuntos allí, ya que pudo haber sido el Alcímaco mencionado en la Segunda Carta a los Quianos. Después del posible descontento de Alejandro con Alcímaco, no se le vuelve a mencionar por los historiadores de Alejandro.
Con su esposa griega de nombre desconocido, Alcímaco tuvo dos hijos: Alcímaco, con quien tuvo un nieto llamado Lísipo y Filipo.